# آویلا برگین
آویلا برگین (انگلیسی: Avilla Bergin؛ زادهٔ ۱ اوت ۱۹۹۱) بازیکن فوتبال اهل بریتانیا است.
وی همچنین در تیم ملی فوتبال Northern Ireland بازی کرده‌است.